# Begraafplaats van Hoeilaart
De Begraafplaats van Hoeilaart is een gemeentelijke begraafplaats in de Belgische gemeente Hoeilaart. De begraafplaats ligt langs de Jezus-Eiksesteenweg op 500 m ten noorden van het centrum van de gemeente (Sint-Clemenskerk).
Aan de ingang van de begraafplaats liggen 10 graven van Belgische gesneuvelde soldaten uit de Tweede Wereldoorlog en een gedenksteen voor de burgerlijke slachtoffers van de gemeente.

## Brits oorlogsgraf
Bij de noordwestelijke rand van de begraafplaats ligt het graf van Francis Lidington Aldous, sergeant bij de Canadian Infantry. In april 1919 wachtte hij op zijn repatriëring. Toen hij ongeoorloofd afwezig was werd hij na een zoekactie in het Zoniënwoud gevonden op 15 april 1919. Men vermoedt dat hij zichzelf van het leven beroofde.
F.L. Aldous ontving de Military Medal (MM) voor een opmerkelijke actie in juli 1917 tijdens gevechten bij Vimy Ridge.
Zijn graf wordt onderhouden door de Commonwealth War Graves Commission en staat er geregistreerd onder Hoeilaart Communal Cemetery.